# تاريخ الكيمياء العضوية

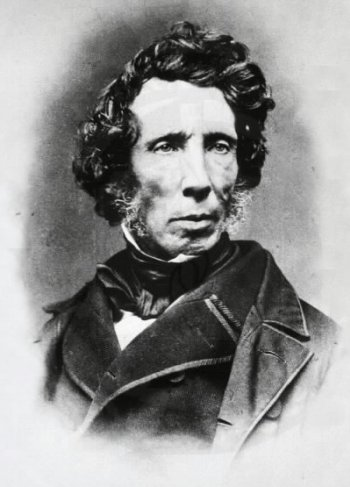
فريدرش فولر

الكيمياء العضوية organic chemistry هي كيمياء مركبات الكربون، وترجع هذه التسمية انسجاماً مع تصنيف المركبات - نسبة إلى مصادرها - إلى لا عضوية inorganic وعضوية، إذ يحصل على المركبات اللاعضوية من الفلزات minerals، ويحصل على المركبات العضوية من المصادر النباتية والحيوانية، أي المواد التي تنتجها المتعضيات الحية. وقد اعتقد كثير من الكيميائييـن حتى عام 1850 أن أصل المركبات العضوية يعود إلى المتعضيات الحية، وبالتالي لا يمكن تحضيرها من مواد لا عضوية.

## البدايات والعصر القديم
عُرف كثير من المركبات العضوية من قبل الإنسان البدائي، والتي استخلصت رئيسياً من النباتات كالأصباغ والمخدرات وغيرها كثير من المواد الصيدلانية.
عُرف طب الأعشاب أيضاً منذ زمن بعيد، وإن كثيراً من الأدوية الحالية مازالت تستند بصورة مباشرة أو غير مباشرة إلى مثل هذه المعرفة التقليدية، ومنها الإفدرين ephedrine والديجتالس والأسبرين.
ظهرت محاولات لتطوير حفظ الغذاء مع المحافظة على قيمته الغذائية في فصل الشتاء وفي أثناء السفر فقامت معظم المجتمعات البدائية بتطوير طرق ومبادئ إنتاج محلول الإيتانول الذي يتحول إلى محلول حمض الخل الذي يستعمل لحفظ الغذاء.

## العصور الوسطى
بدأ علم الكيمياء بالتطور بدءاً من العصور الوسطى. وكان السيميائيون قد وجهوا جل اهتمامهم إلى المواد اللاعضوية ولم يعيروا المركبات العضوية التي كانت معروفة منذ قديم الزمان أهمية تذكر. وكان هدف الأطباء الكيميائيين - الذين كانوا يحاولون تطبيق الكيمياء على الطب في القرنين السادس عشر والسابع عشر - إنتاجَ العوامل الطبية، غير أن النتائج التي حصلوا عليها لم تكن مرضية. وانصرف كيميائيو القرن الثامن عشر إلى تحليل المواد آملين اكتشاف عناصر جديدة وكان يبدو لهم أن تحليل المواد ذات المنشأ الحي غير مجدٍ لأنه لم يعط سوى بعض العناصر إضافة إلى صعوبة تحليلها.

## القرن الثامن عشر
قام الكيميائي السويدي شيله عام 1776 بمعالجة السكر بحمض الآزوت HNO3(V) فحصل على حمض عضوي أوصله إلى إمكان إنتاج المواد العضوية في المختبر. ولكن المدافعين عن النظرية الحيوية ردوا بأن القوة الحيوية كامنة في السكر الذي استمد من القصب وردوا بمثل ذلك على ما قام به من تحضير حموض أخرى من أنواع الفواكه، وكذلك تحضير الغليسرين من الدهون.
قام لافوازييه عام 1777 بتجارب تحليلية أوصلته إلى أن الجزء الأكبر من أي مادة عضوية يتألف من الكربون والهيدروجين والأكسجين.
تحضير المشتقات الطبيعية من جزيئات لاعضوية مثل SO2 وNO2 وH2O وCO2.

## القرن التاسع عشر
في نهاية القرن التاسع عشر، كان الإعتقاد السائد عند الكيميائيين أن المركبات التي تأتى من الكائنات الحية شديدة التعقيد، ولها قوة حيوية، كما أنها فريدة ويمكن أن تتوالد تلقائيا. وقد أطلقوا عليها اسم عضوية ولم يتقتربوا منها نظرا لتعقيدها الشديد وقتها.
كان برزيليوس Berzelius أول من أطلق عام 1806 مصطلح «الكيمياء العضوية» على المركبات الموجودة في الطبيعة. وكان قد أطلقه عليها قبله نوفاليس Novalis مابين (1772-1801) في مخطوطاته معتمداً على منشئها.
وتلقت الكيمياء العضوية أول دعم لها عندما تم إدراك أنه يمكن التعامل مع مركباتها مثل الكيمياء الغير عضوية كما أنه يمكن تصنيعها بطرق أخرى غير طريقة «القوة الحيوية». وتقريبا في عام 1816 قام مايكل شيفرويل بدأ بدراسة الصابون المصنوع من عديد من الدهون والقلويات. وقام بفصل الأحماض المختلفة والتي بإتحادها مع القلويات تنتج الصابون. وحيث أن هذه كانت مركبات مفردة، قام بفرض أنه يمكن عمل تغييرات في الدهون المختلفة (والتي تأتى من أصل عضوي)، لإنتاج مركبات جديدة، بدون «القوة الحيوية».
أما الحدث الحقيقى الذي هدم خرافة «القوة الحيوية»، كان في عام 1828 بواسطة فريدرش فولر حيث قام بتصنيع اليوريا (كاربامايد)، وهو مركب أساسي للبول من مادة غير عضوية الأمونيوم سيانات NH4OCN، والذي يطلق عليه حاليا تصنيع فولر.
لاحظ لوي باستور L.Pasteur عام 1848 أن بعض أملاح الطرطرات تتبلور بشكلين أحدهما خيال الآخر في مرآة مستوية وبرهن على وجود الإيزوميرات الفراغية stereoisomers والضوئية.
كما يوجد حدث أخر هام في عام 1856 حدث بواسطة ويليام هينري بيركن، بينما كان يحاول تصنيع الكيونين، حيث وصل بالصدفة لتصنيع ما يسمى الآن بنفسجي بيركن، والذي بتصنيعه استطاع ربح كثير من المال مما ساعد على زيادة الإستثمارات الموجهة لدراسة الكيمياء العضوية. والخطوة الأخرى كانت التصنيع المعملي للدي دي تي بواسطة أوثمر زيدلر في عام 1874، ولكن لم يتم إكتشاف قوة هذا المركب لإبادة الحشرات إلا بعد مرور وقت كبير.
لوحظ تشابه بين الجذر العضوي والعنصر.
وضعت النظرية البنيوية استناداً إلى تنظيم الذرات ضمن الجزيء.
لوحظ أنه يمكن للروابط C - − C أن تتفرع وتعطي بنية حلقية (التكافؤ الرباعي للكربون).
في البدء ساد الاعتقاد أن للجزيئات العضوية بنية مستوية.
وضع فانت هوف ولوبل نموذجاً رباعي الوجوه tetrahedral لبنية المركبات العضوية وبيّنا أن الكيرالية (اليَدوانية) هي السبب في القدرة على حرف الضوء المستقطَب.
حُدد العديد من تراكيب المركبات العضوية من مصادرها الحيوية على أساس التحليل العنصري المعطى أو من خلال الإستنتاج المنطقي المرتبط بالفعالية.
وُضع التحليل البنيوي للمركبات الصناعية (الأصبغة والمخدرات).
تزايد عدد المركبات العضوية وخاصة العطرية منها ازدياداً ملحوظاً.
واستمر تاريخ الكيمياء العضوية بإكتشاف البترول وتقطيره إلى مكوناته طبقا لدرجات الغليان. وأدى الوصول لتحويل المركبات من وإلى بعضها إلى ميلاد صناعة البتروكيماويات، والتي تم عن طريقها تصنيع المطاط الصناعي، واللواصق العضوية المتعددة، والتحكم في خواص البترول عن طريق الإضافات المختلفة.
كما بدأت صناعة الأدوية في العقد الأخير من القرن التاسع عشر عندما تم تصنيع حمض الأسيتيل سالسيليك (الأسبرين) في ألمانيا بواسطة باير.
الكيمياء الحيوية، وهي كيمياء الكائنات الحية، والتفاعلات التي تتم بداخلها، بدأت في القرن العشرين، فاتحة بذلك باب أخر من أبواب الكيمياء العضوية له مدى واسع من التطبيقات.

## القرن العشرين
حدث تغير في القرن العشرين على مفهوم المركبات العضوية وتوسعت من دراسة المركبات الطبيعية مثل السكريات والشموع والزيوت النباتية إلى دراسة جميع المركبات التي تحتوي على عنصر الكربون، كما استطاع العلماء الحصول على عدد من المركبات العضوية من المركبات اللاعضوية مثل ثنائي أكسيد الكربون CO2، والكربونات عن طريق الاصطناع الضوئي.
وضع فارادي Faraday عام 1925 نظرية البنية العطرية لحلقة البنزن التي تعتمد على أن للبنزن بنية حلقية متناظرة مع تناوب ثلاث روابط مزدوجة وثلاث روابط أحادية.
وضع بولنغ Paulingعام 1930 النظرية الحديثة للروابط على أساس مفهوم الرنين (التجاوب) resonance أو نظرية الكم.
وضّح روبنسون وإنجولد 1940-1960 آلية انتقال الإلكترونات في أثناء التفاعلات العضوية.
أدى استعمال تقنيات الليزر والرنين النووي المغنطيسي عام 1960 إلى تقدم التحليل البنيوي للمركبات العضوية.

## القرن الحادي والعشرين
وعلى أي حال دخل عصر جديد بحلول القرن الحادي والعشرين، وأصبح من المهم تطوير إستراتيجيات استعمال الموارد المتاحة بحكمة؛ وفي الوقت نفسه ينبغي العمل على تخفيض الاستهلاك الضخم للوقود المستخرَج المستعمل في محرّكات الاحتراق الداخلي التي تعوّد عليها المجتمع؛ ومن الواجب على الجيل الحالي توفير بيئة نظيفة صالحة لعيش الأجيال القادمة، أي توفير أرض خالية من النفايات والتلوّث الناتج من المرْكَبات.
ومجمل القول، أن تأثير الكيمياء العضوية بالغ الأهمية في حياة الإنسان، وتنتظر هذا العلمَ تحديات كبيرة.